# Вивенди
Вивенди на френски: Vivendi SA (преди известна и като „Вивенди Юнивърсъл“) е френски медиен конгломерат, работещ на пазара на звукозаписите, телевизията, производството на филми и телевизионни предавания, занимаващ се с издателска дейност, далекосъобщения, разработка на компютърни игри.
Компанията Вивенди притежава най-голямата в света музикална компания – Юнивърсъл Мюзик Груп. Освен това, компанията е мажоритарен акционер във втория по големина във Франция мобилен оператор СФР, мрежовия оператор Марок Телеком и мрежата за кабелна телевизия Канал+.
Оборотът ѝ през 2008 г. възлиза на €25,39 млрд. (ръст от 17,2%), чистата печалба е €2,6 млрд. (намалена с 0,8%).
На 27 май 2016 г. Вивенди получава контрол над разработчика на мобилни игри Геймлофт. Веднага след придобиването, основателят на Геймлофт, Мишел Гиймо, напуска поста ръководител на компанията.